# Virginia Slims of Fort Lauderdale 1973
Virginia Slims of Fort Lauderdale 1973, також відомий під назвою S&H Green Stamp Tennis Classic,  — жіночий тенісний турнір, що проходив на відкритих кортах з ґрунтовим покриттям у Форт-Лодердейлі (США). Належав до турнірів класу A в рамках Women's Grand Prix Circuit 1973. Відбувсь утретє і тривав з 26 лютого до 4 березня 1973 року. Перша сіяна Кріс Еверт здобула титул в одиночному розряді.

## Фінальна частина

### Одиночний розряд
Кріс Еверт —  Вірджинія Вейд 6–1, 6–2

### Парний розряд
Гейл Шанфро /  Вірджинія Вейд —  Івонн Гулагонг /  Джанет Янг 4–6, 6–3, 6–2